# 小泉陽一朗
小泉 陽一朗（こいずみ よういちろう、1989年10月26日 - ）は日本の小説家。福島県出身。2011年7月、第1回星海社FICTIONS新人賞を受賞した長編小説『ブレイク君コア』（ぶれいくきみこあ）でデビューした。

## 略歴
武蔵野美術大学卒業。2010年、主演を務めた自主製作映画『世界グッドモーニング!!』（監督：廣原暁）が第32回ぴあフィルムフェスティバルのPFFアワード2010で審査員特別賞を受賞。同作はその後、バンクーバー国際映画祭でドラゴン&タイガー新人映画部門賞を受賞。ベルリン国際映画祭フォーラム部門に正式出品された。
2011年、長編小説『ブレイク君コア』で小説家デビュー。

## 作品リスト
単行本
- ブレイク君コア[3] （星海社FICTIONS、2011年7月、ISBN 978-4-06-138807-9） - イラスト：きぬてん
- 夜跳ぶジャンクガール （星海社FICTIONS、2011年11月、ISBN 978-4-06-138819-2） - イラスト：きぬてん
- ワニ （星海社FICTIONS、2012年9月、ISBN 978-4-06-138835-2） - イラスト：きぬてん

短編
- ならないリプライ - 星海社編集部編『星海社カレンダー小説2012』上巻（2012年7月）に収録
- 絶対絶望葉隠 - ゲーム『絶対絶望少女 ダンガンロンパ Another Episode』おまけモード
- 超探偵のなり方 ヤコウ＝フーリオの場合 - 『超探偵事件簿 レインコード』予約特典。監修：小高和剛

漫画
- ダンガンロンパ害伝 キラーキラー（講談社KCデラックス、2016年7月 - 2017年5月、全3巻）
  - 漫画：笹古みとも、原作：スパイク・チュンソフト、シナリオ：小高和剛 / 小泉陽一朗

ゲームシナリオ
- 超探偵事件簿 レインコード（スパイク・チュンソフト、2023年6月） - サブシナリオ